# Rapid Ghidighici
Rapid Ghidighici (rum. Fotbal Club Rapid Ghidighici) – mołdawski klub piłkarski z siedzibą w Ghidighici, komunie Kiszyniowa, działający w latach 2004–2008.

## Historia
Drużyna piłkarska Rapid Ghidighici została założona w miejscowości Ghidighici w 2004 jako drużyna rezerw klubu Steaua Kiszyniów. W 2005, kiedy Steaua przez problemy finansowe została rozwiązana debiutował w Divizia A. W następnym sezonie 2006/2007 zajął drugie miejsce i zdobył awans do pierwszej ligi. W sezonie 2007/08 debiutował w Wyższej Lidze Mołdawii, ale już wkrótce zrezygnował z dalszych występów. Tak jak nie rozegrał połowy meczów, to wyniki meczów zostały anulowane. Po zakończeniu sezonu latem 2008 połączył się z klubem CSCA-Steaua Kiszyniów i przyjął nazwę CSCA-Rapid Kiszyniów.

## Sukcesy
- 16 miejsce w Divizia A: 2007/08